# Дјано Марина
Дјано Марина (итал. Diano Marina) је насеље у Италији у округу Империја, региону Лигурија.
Према процени из 2011. у насељу је живело 5130 становника. Насеље се налази на надморској висини од 6 м.

## Становништво
| 1936. | 1951. | 1961. | 1971. | 1981. | 1991. | 2001. | 2011. |
| ----- | ----- | ----- | ----- | ----- | ----- | ----- | ----- |
| 3.266 | 3.669 | 4.556 | 6.395 | 7.007 | 6.067 | 6.159 | 6.004 |